# Флориш (природный парк)
Природный парк Флориш (порт. Parque Natural das Flores) — охраняемая природная территория на острове Флориш на Азорских островах. Парк был создан Региональным секретариатом по охране окружающей среды и океанов (Secretaria Regional do Ambiente e do Mar) автономного регионального правительства Азорских островов для более эффективного управления охраняемой природной территорией острова Флориш. Хотя здесь есть несколько экосистем и экологических различий, этот природный парк включает в себя три основные области (кальдеры Фунда и Раса, горный регион Морру-Алту и Пику-да-Се и островок Мария-Ваш), а также ещё несколько охраняемых территорий.

## Обзор
Создание этого природного парка было осуществлено с целью объединения различных охраняемых природных территорий с различными охранными положениями, охватывающими биологическое и георазнообразие. Включённые в него охраняемые территории классифицируются как природные заповедники, памятники природы, охраняемые территории для сохранения среды обитания, территории для защиты ландшафта и территории, охраняемые для управления природными ресурсами.
Природный парк был создан региональным законодательным указом от 23 марта 2011 года (закон 8/2011/A).
Остров Флориш стал частью сети мировых биосферных заповедников (ЮНЕСКО) вместе с островами Корву и Грасиоза 27 мая 2009 года. Территория, включённая в определение биосферы, включает большую часть острова, а также морские экосистемы вокруг него: в общей сложности регион включает 58 619 гектаров, выбранных за ландшафты, геологические, экологические и культурные характеристики, которые делают его уникальным. Частично этот выбор обусловлен его важностью в качестве мест гнездования перелётных и морских птиц. Высокогорные и влажные районы Центрального плато известны атлантическими торфяными болотами и лесами можжевельника азорского, которые жизненно важны для гидрологии острова и поддержки оврагов и водопадов, определяющих ландшафт.